# 跟我說愛我
《跟我說愛我》是一部日本電視連續劇，1995年7月7日至9月22日由TBS電視台放映，主演為豐川悦司。

## 劇情
劇情描述的是聽覺障礙畫家與女演員訓練生的愛情故事。此部劇所知道的只有豐川會比手語，所以當一開始跟廣子相遇的時候，還以為他聽得到，只是不會說話；沒想到他是因為聽不到，所以不能說話。豐川手很大，比手語非常有魅力，雖然他不能講話，但他的表情很細膩。晃次的溫柔與九頭形成強烈的對比。
女主角個性衝動單純，她的直率打動了晃次。途中晃次妹的戀兄情結，一度以為她會做出什麼超心機及變態的舉動，不過其實她也只是想要保護晃次。最後晃次也得到她的諒解，終得以與廣子順利地在一起。
兩人因為晃次的前女友再次出現而開始有了考驗。儘管有晃次的包容，廣子的不成熟還是使他受了傷害。經過一次又一次的忍耐，最後在廣子承認與阿健發生關係後徹底崩潰。即使晃次試圖挽回，廣子以自以為不該再傷害第三者阿健為理由決定要與阿健結婚。廣子離開的前一晚，晃次在車站看到了她，無法說話的晃次焦急地想要引起對向月台的廣子的注意。丟不出手的鑰匙與眼看就快要踏入車廂的廣子，晃次大聲的叫了她的名字。
那天晚上他們度過了最後的時光，晃次異常平靜與溫柔地放她走，而沒有強力挽留，就像當時晃次的前女友所說的：「如果那時你挽留我，我一定會留下。」然而他又做出了相同的決定。
阿健的放手是在預料之中的，三年後再次相遇的設定是合理的，因為有缺陷的人不能跟幼稚的人交往。如果廣子馬上回去找晃次，相信還是會讓彼此受到傷害。

## 登場人物

### 主要人物
榊 晃次（さかき こうじ）
演 - 豐川悦司
新進青年畫家。
水野 紘子（みずの ひろこ）
演 - 常盤貴子
夢想成為演員。
矢部 健一（やべ けんいち）
演 - 岡田浩暉
紘子劇團成員

### 晃次所屬畫廊
神崎 薫（かんざき かおる）
演 - 余貴美子（第1話 - 第4話、第6話 - 第9話）
晃次所属畫廊經理。
藪下 清（やぶした きよし）
演 - 相島一之（第2話 - 第4話、第6話、第9話）
畫家

### 晃次家族
榊 栞（さかき しおり）
演 - 矢田亞希子（第1話 - 第7話、最終話）
晃次義妹
榊 伸吉（さかき のぶよし）
演 - 橋爪功（第2話、第7話）
晃次父親
榊 敏子（さかき としこ）
演 - 赤座美代子（第5話）
伸吉繼妻
吉沢 道子（よしざわ みちこ）
演 - 吉行和子（第2話、第6話、第7話）
伸吉前妻

### 其他
吉田 マキ（よしだ まき）
演 - 鈴木蘭蘭（第1話 - 第4話、第11話）
紘子朋友。
野田 耕平（のだ こうへい）
演 - 塩見三省（第1話、第3話、第6話）
劇作家。
日野 克彦（ひの かつひこ）
演 - 春田純一（第4話、第6話、第8話）
咖啡店經理。
小柴 力（こしば りき）
演 - 甲本雅裕（第5話、第6話）
紘子前輩。
古谷 昭夫
演 - 後藤友輔（当時To Be Continued）（第8話、第9話）
晃次学生時代同級生。
松原 浩（まつばら ひろし）
演 - 生瀬勝久（第8話、第9話）
晃次学生時代同級生。
島田 光（しまだ ひかる）
演 - 麻生祐未（第8話 - 第10話）
晃次的前恋人。
島田 学（しまだ まなぶ）
演 - 三觜要介（第8話 - 第10話）
光的兒子。

## 撥放日程
| 各話             | 播放日期      | 副題     | 演出     | 收視率 |
| ---------------- | ------------- | -------- | -------- | ------ |
| Vol.1            | 1995年7月07日 | 出逢い   | 生野慈朗 | 17.5%  |
| Vol.2            | 1995年7月14日 | 約束     | 生野慈朗 | 16.4%  |
| Vol.3            | 1995年7月21日 | 涙       | 土井裕泰 | 17.2%  |
| Vol.4            | 1995年7月28日 | キッス   | 土井裕泰 | 21.5%  |
| Vol.5            | 1995年8月04日 | 会えない | 生野慈朗 | 20.2%  |
| Vol.6            | 1995年8月11日 | 過去     | 土井裕泰 | 20.4%  |
| Vol.7            | 1995年8月18日 | 再会     | 生野慈朗 | 20.6%  |
| Vol.8            | 1995年8月25日 | 秘密     | 生野慈朗 | 24.9%  |
| Vol.9            | 1995年9月01日 | 疑惑     | 福澤克雄 | 21.1%  |
| Vol.10           | 1995年9月08日 | 悲劇     | 土井裕泰 | 23.9%  |
| Vol.11           | 1995年9月15日 | 別離     | 土井裕泰 | 24.2%  |
| Vol.12           | 1995年9月22日 | 僕の声   | 生野慈朗 | 28.1%  |
| 平均收視率 21.3% |               |          |          |        |

## 外部連結
- 愛していると言ってくれ - TBSチャンネル （页面存档备份，存于）
- 愛していると言ってくれ - TBSオンデマンド